# Stenaria rupicola
Stenaria rupicola là một loài thực vật có hoa trong họ Thiến thảo. Loài này được (Greenm.) Terrell mô tả khoa học đầu tiên năm 2001.